# Exército Sempre Vitorioso
"Exército Sempre Vitorioso" (chinês: 常勝軍; pinyin: Chángshèngjūn) foi um pequeno exército imperial que lutou contra rebeldes na China do final do século 19. Foi dirigido e treinado por europeus. O Exército Sempre Vitorioso lutou pela dinastia Qing contra os rebeldes das Rebeliões Nian e Taiping. 
Embora o Exército tenha estado ativo apenas por alguns anos, de 1860 a 1864, foi fundamental para reprimir a Rebelião Taiping. Foi o primeiro exército chinês treinado em técnicas, táticas e estratégias europeias.

## História

### Origens
O Exército Sempre Vitorioso teve seu início como uma força formada sob o comando de Frederick Townsend Ward em 1860. O Exército Sempre Vitorioso repeliu outro ataque a Xangai em 1862 e ajudou a defender outros portos do tratado, como Ningbo. Eles também ajudaram as tropas imperiais a reconquistar as fortalezas Taiping ao longo do rio Yangtze. As forças Qing foram reorganizadas sob o comando de Zeng Guofan, Zuo Zongtang e Li Hongzhang, e a reconquista Qing começou para valer. No início de 1864, o controle Qing na maioria das áreas foi restabelecido. Townsend Ward introduziu o que eram para a época ideias radicais envolvendo estrutura de força, treinamento, disciplina e armamento (embora existam historiadores que questionam se seu tenente e confidente Li Hongzhang também foi responsável por algumas das ideias então únicas que forjaram o Exército Sempre Vitorioso). Ele acreditava em uma estrutura de comando mais flexível e que unidades móveis bem treinadas e disciplinadas poderiam derrotar forças maiores sem essas qualidades. Após várias vitórias iniciais, a dinastia Qing concedeu oficialmente o título de "Exército Sempre Vitorioso" ao corpo em março de 1862.

### Composição
A nova força originalmente compreendia cerca de 200 mercenários, principalmente europeus, alistados na área de Xangai de marinheiros, desertores e aventureiros. Muitos foram demitidos no verão de 1861, mas o restante se tornou oficial de 1 200 soldados chineses recrutados por Ward em Songjiang e arredores (romanizado na época como "Sungkiang"). As tropas chinesas foram aumentadas para 3 000 em maio de 1862, todas equipadas com armas de fogo e equipamentos ocidentais pelas autoridades britânicas em Xangai. Ao longo de sua existência de quatro anos, o Exército Sempre Vitorioso deveria operar principalmente em um raio de trinta milhas de Xangai.

### Táticas
O Exército Sempre Vitorioso contava com cerca de 5 000 soldados em seu auge. Muitas vezes derrotava as forças rebeldes que eram numericamente muito maiores porque estava mais bem armado, mais bem comandado e mais bem treinado. Foi o primeiro exército chinês a incorporar treinamento e táticas de estilo ocidental, armamento moderno e, o mais importante, o conceito de unidades de infantaria leve que podiam se mover mais rápido que seus oponentes.

### Mudança no comando
Após a morte de Ward em setembro de 1862, após a Batalha de Cixi, o comando do Exército Sempre Vitorioso passou, após um curto período de tempo, para Charles George Gordon, conhecido como Gordon "chinês". Sob o comando de Gordon, o Exército Sempre Vitorioso, em colaboração com as forças imperiais chinesas, lutaria algumas das batalhas finais e decisivas que encerraram a Rebelião Taiping. Li Hongzhang disse sobre Gordon: "Que visão é para olhos cansados, que elixir para um coração cansado assistir a este inglês lutar. Planejamento de dia, execução de noite, planejamento de noite, execução de dia; ele é um sujeito glorioso.

### Estrutura
A infantaria do Exército Sempre Vitorioso foi organizada em batalhões, geralmente referidos durante o período de comando de Gordon como regimentos. Em 1864, havia seis regimentos com 250 a 650 homens. Cada uma era composta por seis companhias, com um estabelecimento nominal de dois oficiais estrangeiros, sete suboficiais chineses e até 80 soldados chineses. Havia um intérprete chinês por regimento, embora os comandos fossem dados exclusivamente em inglês, que tinham que ser aprendidos de cor.

#### Guarda-costas
Ward criou uma guarda-costas separada de filipinos numerados de 200 a 300. Sob o comando de Gordon, essa força era composta por uma companhia de estrangeiros (incluindo africanos e europeus) e 100 soldados chineses escolhidos a dedo.

#### Artilharia
Em 1863, o Exército Sempre Vitorioso incluía um braço de artilharia separado, composto por seis baterias de Artilharia Pesada e Leve. Cada um tinha um estabelecimento de cinco oficiais estrangeiros, 19 suboficiais chineses e 120-150 artilheiros chineses.

#### Frota de barcos fluviais
Ward comprou e fretou uma flotilha de cerca de doze navios a vapor armados, apoiados por 30 a 50 canhoneiras chinesas. Sob Gordon, esta pequena marinha diminuiu para dois vapores, posteriormente aumentada para seis. Tanto os vapores quanto as canhoneiras foram equipados com canhões de arco de 9 ou 12 libras. A maior embarcação era a Hyson, que tinha 90 pés de comprimento e carregava um canhão de 32 libras, bem como um obus de 12 libras.

### Uniformes
De acordo com o North China Herald, o guarda-costas usava uniformes azuis com revestimentos escarlates e alças verdes com identificação da unidade em caracteres chineses. Os artilheiros usavam uniformes azuis claros com revestimentos vermelhos e listras nas calças. A infantaria usava verde escuro em trajes de inverno com revestimentos vermelhos e alças nas cores do regimento. No verão, todos os ramos usavam uniformes brancos com revestimentos escarlates. Todas as unidades usavam turbantes verdes.

### Fim do Exército Sempre Vitorioso
A disciplina rigorosa de Gordon levou a um aumento nas deserções e vários motins de pequena escala. Assim, em junho de 1863, a força havia diminuído em número para 1 700 homens. No último ano de sua existência, o Exército Sempre Vitorioso foi em grande parte recrutado entre ex-rebeldes Taiping que haviam sido feitos prisioneiros e persuadidos a mudar de lado. Em abril de 1864, o Exército havia se tornado menos eficaz e sofrido vários reveses. Foi dissolvido em maio de 1864 com 104 oficiais estrangeiros e 2 288 soldados chineses sendo pagos. A maior parte da artilharia e parte da infantaria foi transferida para as forças imperiais chinesas.